# حارة ظهر حمير (صنعاء)
حارة ظهر حمير هي إحدى حارات حي شعوب بمديرية شعوب إحد مديريات العاصمة اليمنية صنعاء، بلغ تعداد سكانها 824 نسمة حسب تعداد اليمن لعام 2004.